# Momordica humilis
Momordica humilis är en gurkväxtart som först beskrevs av Célestin Alfred Cogniaux, och fick sitt nu gällande namn av Charles Jeffrey. Momordica humilis ingår i släktet Momordica och familjen gurkväxter. Inga underarter finns listade i Catalogue of Life.